# James Allen (kierowca wyścigowy)
James Allen (ur. 4 lipca 1996) – australijski kierowca wyścigowy.

## Kariera

### Formuła BMW
Allen rozpoczął karierę w jednomiejscowych samochodach wyścigowych w 2013 roku od startów w Formule BMW Talent Cup. W ciągu trzech wyścigów, w których wystartował, raz stanął na podium. Z dorobkiem 31 punktów został sklasyfikowany na piątej pozycji w końcowej klasyfikacji kierowców.

### Formuła Renault 2.0
W sezonie 2014 Australijczyk dołączył do stawki Europejskiego Pucharu Formuły Renault 2.0 oraz Alpejskiej Formuły Renault 2.0. Jedynie w serii alpejskiej zdobywał punkty. Uzbierane dwa punkty dały mu 23 miejsce w klasyfikacji generalnej.

## Statystyki
| Sezon | Seria                                 | Zespół           | Wyścigi | Zwycięstwa | PP | NO | Podium | Punkty | Pozycja |
| ----- | ------------------------------------- | ---------------- | ------- | ---------- | -- | -- | ------ | ------ | ------- |
| 2013  | Formuła BMW Talent Cup - Grand Final  |                  | 3       | 0          |    |    | 1      | 31     | 5       |
| 2014  | Europejski Puchar Formuły Renault 2.0 | ARTA Engineering | 12      | 0          | 0  | 0  | 0      | 0      | 27      |
| 2014  | Alpejska Formuła Renault 2.0          | ARTA Engineering | 14      | 0          | 0  | 0  | 0      | 2      | 23      |